# Abdülkerim Pascha

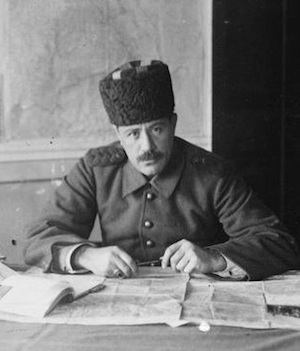
Abdülkerim Pascha im Ersten Weltkrieg

Abdülkerim Pascha († 1923 in Istanbul) war ein osmanischer General und Befehlshaber an der Kaukasusfront im Ersten Weltkrieg.
Abdülkerim Pascha befehligte zuerst das II. Armeekorps. Nach der Niederlage in der Schlacht von Sarıkamış erhielt er den Befehl über die osmanische 3. Armee. Mit dieser besiegte er im Juli 1915 die Russen in der Schlacht von Malazgirt. Dabei startete der russische General Oganowski eine Offensive in die westlich von Malazgirt gelegenen Hügel. Abdülkerim Pascha befahl einen Gegenangriff, so konnten die Osmanen die Stadt Malazgirt erobern.
Nachdem General Oganowski durch General Nikolai Nikolajewitsch Judenitsch ersetzt wurde, ordnete dieser einen Gegenangriff an und konnte Malazgirt zurückerobern. Judenitsch befahl jedoch den Rückzug, da er den Truppen Abdülkerim Paschas zahlenmäßig unterlegen war. Zugleich ließ der Pascha die russischen Truppen verfolgen. In der Schlacht von Kara Kilise gelang es Judenitsch, ihn zu besiegen. Die osmanischen Truppen mussten sich nach Malazgirt zurückziehen. In der Schlacht von Erzurum Anfang 1916 erlitt Abdülkerim Pascha große Verluste und wurde als Kommandeur ersetzt. Später führte er noch kurzzeitig das XX. Armeekorps an der Salonikifront, das aber bald wieder abgezogen wurde.
Nach dem Krieg war Abdülkerim Pascha türkischer Vertreter bei der neu gegründeten georgischen Regierung. Nach dem Waffenstillstand von Mudros kam er nach İstanbul zurück. Für einige Zeit war er Mitglied im Kriegsgericht, nach dem Tod des Ratspräsidenten des Gerichts Hurşid Pascha übernahm er dessen Posten.